# Tscherttegasse
Tscherttegasse – jedna ze stacji metra w Wiedniu na Linia U6. Została otwarta 15 kwietnia 1995. 
Znajduje się w 12. dzielnicy Wiednia, Meidling. Stacja znajduje się na zachodnim krańcu Tscherttegasse, na wschód od Altmannsdorfer Friedhof i Kabelwerk Wien-Meidling. Na południowy zachód, w bezpośrednim sąsiedztwie znajduje się również stacja przepompowni lokalnej linii kolejowej Wiedeń-Baden.